# Banksiahonungsfågel
Banksiahonungsfågel (Anthochaera chrysoptera) är en fågel i familjen honungsfåglar inom ordningen tättingar.

## Utseende och läte
Banksiahonungsfågel är en medelstor mörkbrun honungsfågel med tunna vita streck. Den skiljs lätt från rödflikig honungsfågel på avsaknad av skäraktiga hudflikar under ögonen och inget gult på nedre delen av buken. Fågeln är ljudlig, med ett grovt och högljutt skri som läte.

## Utbredning och systematik
Banksiahonungsfågel delas in i tre underarter med följande utbredning:
- Anthochaera chrysoptera chrysoptera – förekommer i östra Australien (från sydöstra Queensland till södra Victoria och sydöstra South Australia)
- Anthochaera chrysoptera halmaturina – förekommer på Kangaroo Island, South Australia
- Anthochaera chrysoptera tasmanica – förekommer på östra och norra Tasmanien

## Levnadssätt
Banksianahonungsfågeln hittas i buskmarker och torrt kustnära skogslandskap. Den ses ofta nära blommande banksior, därav namnet.

## Status
Arten har ett stort utbredningsområde och internationella naturvårdsunionen IUCN kategoriserar arten som livskraftig. Beståndsutvecklingen är dock oklar.

## Namn
Banksia är ett släkte i familjen proteaväxter i Australien med drygt 75 arter buskar och små träd.

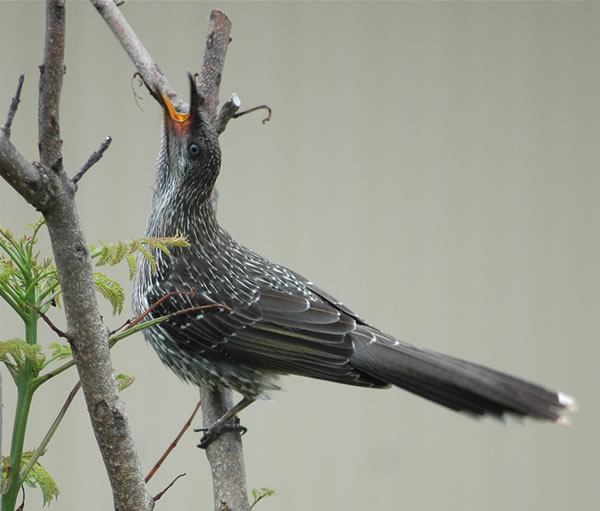